# A Soldier's Sacrifice
A Soldier's Sacrifice è un cortometraggio muto del 1910 prodotto dalla Nestor. Il nome del regista non appare nei credit.

## Produzione
Il film fu prodotto dalla Nestor Film Company.

## Distribuzione
Distribuito dalla A.G. Whyte, il film - un cortometraggio di una bobina - uscì nelle sale cinematografiche USA il 4 luglio 1910.